# Spermacoce laevis
Spermacoce laevis är en måreväxtart som beskrevs av Jean-Baptiste de Lamarck. Spermacoce laevis ingår i släktet Spermacoce och familjen måreväxter. Inga underarter finns listade i Catalogue of Life.